# Kapalný krystal

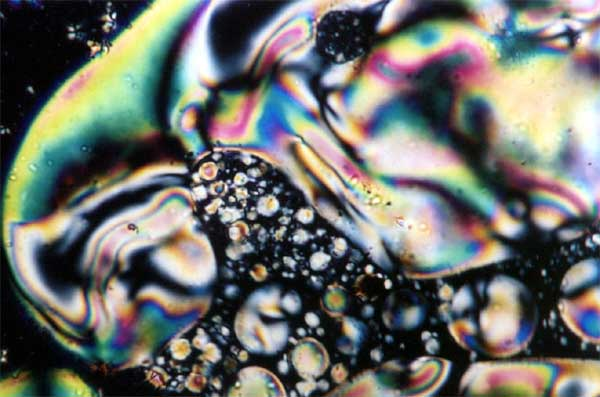
Textura v kapalném krystalu

Kapalný krystal je stav hmoty, jehož vlastnosti jsou přechodem mezi kapalným a pevným skupenstvím. Např. kapalné krystaly mohou téci jako kapalina, ale zároveň mají uspořádané a orientované molekuly jako krystal.
Při pozorování kapalného krystalu mikroskopem v polarizovaném světle je možné v krystalu spatřit texturu. Každá část této textury odpovídá jedné doméně, která se od ostatních liší orientací molekul.

## Druhy tekutých krystalů

### Termotropní
U termotropních krystalů dochází k fázovému přechodu v závislosti na teplotě nebo elektrickém poli.
- Nematické – ke změně optických vlastností dochází působením elektrického pole. Tento druh tekutých krystalů se využívá pro zobrazovací techniku, defektoskopii, mapování elektrických polí a detektory neviditelných záření.
- Cholesterické – ke změně zabarvení dochází vlivem změny teploty. Využití nachází u barevných indikátorů teploty, v defektoskopii, kontrole plošných a integrovaných obvodů a v lékařství.

### Lyotropní
U lyotropních je nutné k fázovému přechodu měnit koncentraci.

## Aplikace
- zobrazovací technika (displeje)
- vizuální teplotní senzory (termotropní kapalné krystaly)